# Нікопольський коледж Дніпропетровського державного аграрного університету
Відокремлений структурний підрозділ «Нікопольський фаховий коледж Дніпровського державного аграрно-економічного університету» — один із найпрестижніших закладів фахової передвищої освіти Дніпропетровщини. За свою майже вікову історію коледж пройшов шлях становлення від простої агрошколи до одного із найпрестижніших закладів вищої освіти регіону. Заклад має необхідне матеріально-технічне і наукове забезпечення навчального процесу, висококваліфікований педагогічний колектив, що забезпечує випускникам фундаментальні знання. У коледжі створені належні умови для навчання, побуту, відпочинку, занять спортом, художньою самодіяльністю.

## Історія
Далекого 1922 року 1 жовтня на базі напівзруйнованої садиби поміщика Нечаєва, що знаходилася в Залимані між Новопавлівкою і Чернишовою, розпочалося навчання в сільськогосподарській професійній школі. Незабаром вона буде перейменована в Червоногригорівський агрономічний політехнікум імені Т. Г. Шевченка. Навчалося в ньому понад 20 юнаків і дівчат. Уже в 1924 р. одержав дипломи технікуму перший випуск агрономів-садівників. Закінчили профшколу 23 випускники. Технічну допомогу надавало господарство, засноване в Апостолівському районі відомих полярним мандрівником Фрітьйофом Нансеном. Воно виділило трактор. У технікумі було відкрито два відділення: землеробства і землевпорядкування.
1927—1938 рр. — це роки великих реорганізацій у житті технікуму.
У 1938—1940 рр. — Нікопольський технікум агромеліорації. Директором технікуму був С. І. Дідик.
З початком Другої світової війни студенти двох груп старших курсів були направлені в Нікопольський аероклуб, де в терміновому порядку вивчали основи бойової авіації і парашутну справу. Молодші курси відправили на риття окопів у район Кривого Рогу.
У 1944 році колишню агрошколу було перейменовано в Нікопольський агролісомеліоративний і будівництва малих гідроелектростанцій технікум. У ці часи директором технікуму деякий час був Ф. С. Рудобашта, з 1946 по 1962 роки — Д. Ф. Бурлін, який збудував це приміщення та гуртожиток № 1.
У 1957 р. було відкрито відділення механізації сільського господарства. У 1967 році став спеціалізуватися на гідромеліорації і механізації сільського господарства, в 1968 р. його було реорганізовано в технікум гідромеліорації, механізації й електрифікації сільського господарства. З 1962 по 1991 роки директором був М. Г. Доброродній, який закінчив цей технікум у 1947 році. Він зробив великий внесок у зростання його матеріально — технічної бази: будівництво лабораторій, гуртожитку № 2, їдальні.
Сьогодні це вже вищий навчальний заклад II рівня акредитації, директором якого відмінник аграрної освіти України 3-го ступеня Свінтозельський О. О.
Коледж має 96 аудиторій, лабораторій та кабінетів, навчально — виробничі майстерні, 2 гуртожитки, пункт технічної діагностики, навчальний полігон 7 га, 2 комп'ютерних кабінети на 35 місць. Є змістовна бібліотека на 90 тис. примірників — книг, музей бойової та трудової слави, кабінет технічної творчості. У коледжі працює 51 викладач із вищою освітою, 30 інженерів різних спеціальностей. Відкрито електронну бібліотеку, яка приєднана до Інтернету. Сьогодні коледж готує техніків — механіків з експлуатації й ремонту автотракторної та с/г техніки з 1992—1993 рр. техніків — землевпорядників.
За роки існування навчального закладу підготовлено понад 15 тис. спеціалістів.

## Спеціальності
Коледж готує фахівців за освітньо-професійним ступенем фаховий молодший бакалавр за спеціальностями:
- 208 Агроінженерія, кваліфікація технік-механік.
- 193 Геодезія та землеустрій, кваліфікація технік-землевпорядник.
- 207 Водні біоресурси та аквакультура, кваліфікація технік-рибовод.

## Абітурієнту

### Денна форма навчання

#### Галузь знань: 20 «Аграрні науки та продовольство», спеціальність: 208 «Агроінженерія»
- На базі 9-х класів із терміном навчання 3 роки 10 місяців (за рахунок бюджетних коштів та на контрактній основі).
- На базі 11 класів з терміном навчання 2 роки 10 місяців (за рахунок бюджетних коштів та на контрактній основі).
- На базі профтехосвіти з терміном навчання 1 рік 10 місяців (за рахунок бюджетних коштів та на контрактній основі).

Техніки-механіки можуть працювати: механіком агрогосподарства, бригадиром тракторної бригади, майстром з експлуатації та ремонту машин і обладнання; завідувачем ремонтної майстерні, завідувачем автогаража, інженером із техніки безпеки; слюсарем з ремонту автомобілів; слюсарем із ремонту сільськогосподарських машин і устаткування; трактористом-машиністом; водієм автотранспортних засобів тощо.
Під час навчання в коледжі студенти отримують робітничі професії:
- тракторист-машиніст категорії А1, А2, В1;
- слюсар із ремонту сільськогосподарських машин та устаткування.

#### Галузь знань: 19 «Архітектура та будівництво», спеціальність: 193 «Геодезія та землеустрій»
- На базі 9-х класів із терміном навчання 3 роки 10 місяців (за рахунок бюджетних коштів та на контрактній основі).
- На базі 11-х класів із терміном навчання 2 роки 10 місяців (за рахунок бюджетних коштів та на контрактній основі).

Техніки-землевпорядники можуть працювати: техніком-землевпорядником сільської, селищної, районної, міської, обласної ради, техніком-топографом у землевпорядних експедиціях, техніком-креслярем, техніком з обчислення площ тощо.

#### Галузь знань: 20 «Аграрні науки та продовольство», спеціальність: 207 «Водні біоресурси та аквакультура»
- На базі 9-х класів із терміном навчання всього 2 роки 10 місяців (за рахунок бюджетних коштів та на контрактній основі).
- На базі 11-х класів із терміном навчання 1 рік 10 місяців (на контрактній основі).

Техніки-рибоводи можуть працювати: рибоводом, технологом-рибоводом, державним інспектором з рибоохорони, техніком з виробництва продукції аквакультури, також займати первині посади: іхтіолог, гідробіолог, іхтіопатолог, завідувач рибоводного господарства, завідувач ставового господарства, керівник рибоприймального пункту тощо.

### Заочна форма навчання

#### Галузь знань: 20 «Аграрні науки та продовольство», спеціальність: 208 «Агроінженерія»
- На базі 11-х класів із терміном навчання 2 роки 10 місяців (за рахунок бюджетних коштів та на контрактній основі).
- На базі профтехосвіти з терміном навчання 2 рік 10 місяців (за рахунок бюджетних коштів та на контрактній основі).

#### Галузь знань: 19 «Архітектура та будівництво», спеціальність: 193 «Геодезія та землеустрій»
- На базі 11-х класів із терміном навчання 2 роки 10 місяців (на контрактній основі).